# Baldwin (Florida)
Baldwin è un comune degli Stati Uniti d'America che si trova nella contea di Duval, nello Stato della Florida. Ha mantenuto una sua indipendenza amministrativa anche dopo che, nel 1968, Jacksonville ha ottenuto lo status di città consolidata, unendo quindi il governo cittadino al governo della contea di Duval, interamente occupata dalla sua area metropolitana. Insieme a Baldwin, hanno mantenuto la propria amministrazione le sole Atlantic Beach, Neptune Beach e Jacksonville Beach. Secondo il censimento del 2000, la città ha una popolazione totale di 1 634 abitanti.

## Geografia fisica
Baldwin si trova a 30°18'14" Nord, 81°58'30" Ovest.
Secondo l'U.S. Census Bureau, la cittadina ha un'area totale di 5,5 km². L'intera superficie comunale non viene percorsa da fiumi o laghi.

## Società

### Evoluzione demografica
Secondo il censimento del 2000, ci sono 1 634 abitanti, 628 persone che vivono nella stessa casa e 432 famiglie residenti nella cittadina. La densità di popolazione è 296,2/km². Ci sono 702 unità abitative per una densità media di 127,3/km². La composizione razziale della cittadina è 67,07% bianchi, 30,91% afroamericani, 0,18% nativi americani, 0,86% asiatici, 0,06% isolani del Pacifico, 0,06% di altre razze e 0,86% di due o più razze. Lo 0,8% della popolazione è ispanica o Latina di qualsiasi razza.
Ci sono 628 persone che vivono nella stessa casa di cui 35,2% hanno bambini al di sotto dei 18 anni che vivono con loro, 41,2% sono coppie sposate che vivono insieme, 22,5% hanno un capofamiglia femmina senza marito presente e il 31,2% non sono considerate famiglie. Il 27,5% di tutte le persone che vivono nella stessa casa sono composte da individui singoli e 8,6% sono persone che vivono sole e hanno dai 65 anni in su. La misura media di persone che vivono nella stessa casa è 2,6 e ma misura media di una famiglia è 3,16.
Nella cittadina la popolazione è distribuita con 29,3% al di sotto dei 18 anni, 10,2% dai 18 ai 24, 27,4% dai 25 ai 44, 22,3% dai 45 ai 64 e 10,7% dai 65 anni in su. L'età media è 34 anni. Per ogni 100 femmine ci sono 86,7 maschi. Per ogni 100 femmine dai 18 anni in su ci sono 82,5 maschi.
Il reddito medio per persone che vivono nella stessa casa nella cittadina è di $28.603 e il reddito medio per una famiglia e $31.023. I maschi hanno un reddito medio di $28.350 contro $23.056 per le femmine. Il reddito pro capite per la cittadina è di $13.560. Il 17,7% della popolazione e il 17,6% delle famiglie sono al di sotto del livello di povertà. Tra la popolazione totale, 24,8% di quelli al di sotto dei 18 anni e 12,9% di quelli dai 65 anni in su vivono al di sotto del livello di povertà.